# Storbritannien i olympiska vinterspelen 1976
Storbritannien deltog med 42 deltagare vid de olympiska vinterspelen 1976 i Innsbruck.  Totalt vann de en guldmedalj.

## Medaljer

### Guld
- John Curry - Konståkning.